# The Voice (10.ª temporada)

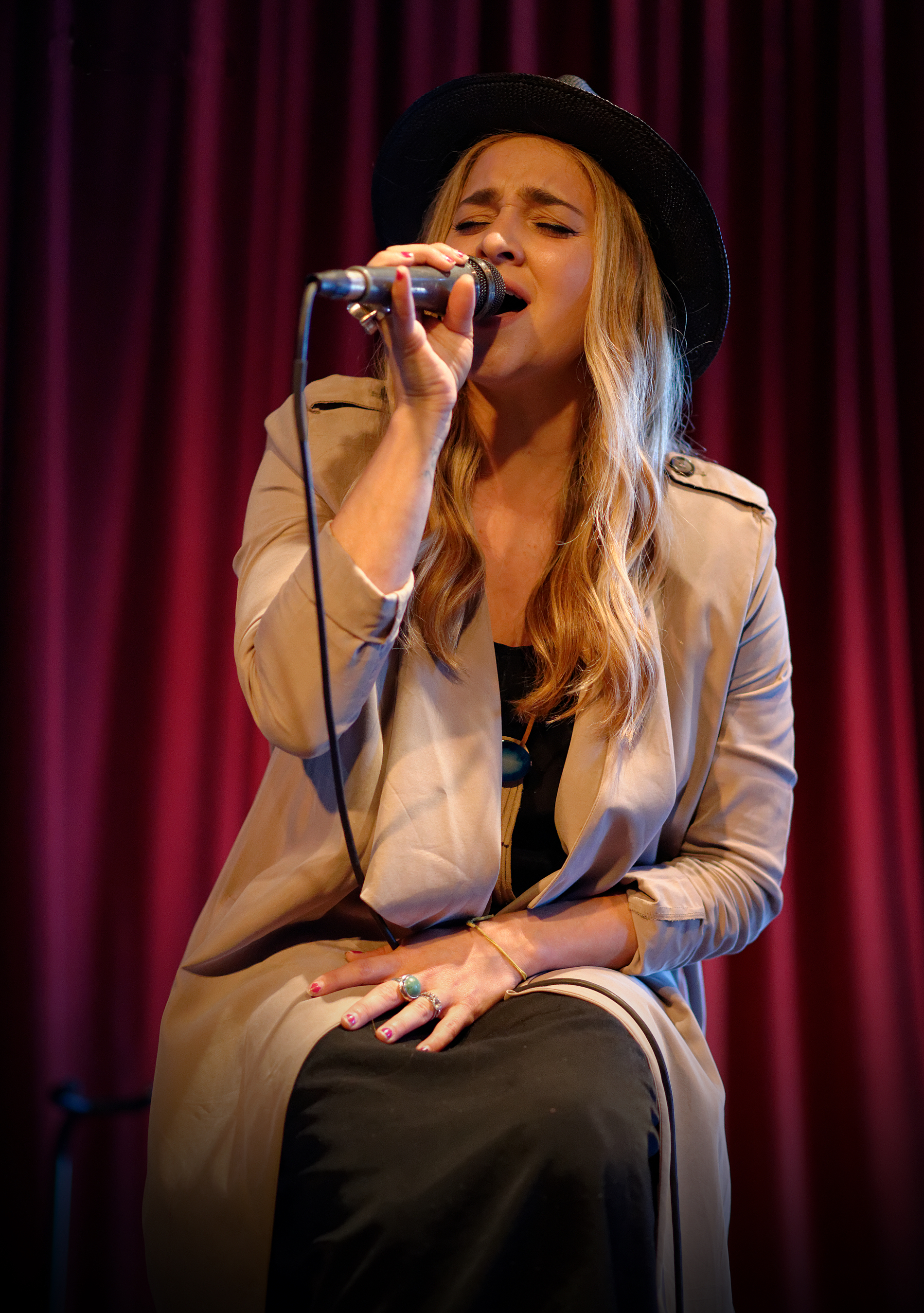
Alisan Porter, vencedora da 10ª temporada do The Voice norte-americano.

A décima temporada de The Voice, um talent show norte-americano, estreou no dia 29 de fevereiro de 2016 na NBC. Christina Aguilera retornou como técnica após uma temporada ausente, ao lado de Adam Levine, Blake Shelton e Pharrell Williams.
Pela sexta edição consecutiva, o programa foi transmitido no Brasil através do canal por assinatura Sony, tendo seus episódios exibidos um dia após a transmissão oficial dos Estados Unidos.
A grande vencedora da temporada foi Alisan Porter, do time de Christina Aguilera, após derrotar na final Adam Wakefield, do time Blake, Hannah Huston, do time Pharrell, e Laith Al-Saadi, do time Adam. A vitória de Porter marcou a primeira vez que uma técnica mulher foi campeã do The Voice.

## Técnicos e apresentadores
Pela terceira vez seguida desde que o rodízio de técnicos começou, apenas um membro foi trocado em relação à edição anterior. Adam Levine, Blake Shelton e Pharrell Williams seguem no programa, enquanto Christina Aguilera, que havia sido substituída por Gwen Stefani na temporada anterior, retorna ao show.Carson Daly continua no comando da atração.

## Episódios

### Episódio 1: The Blind Auditions, parte 1
As audições às cegas (em inglês, blind auditions) foram gravadas entre os dias 10-12 e 16 de outubro de 2015. O primeiro episódio foi ao ar dia 29 de fevereiro de 2016.
Legenda
| Ordem | Competidor     | Idade | Cidade Natal             | Canção               | Escolha dos técnicos e competidores | Escolha dos técnicos e competidores | Escolha dos técnicos e competidores | Escolha dos técnicos e competidores |
| Ordem | Competidor     | Idade | Cidade Natal             | Canção               | Adam                                | Pharrell                            | Christina                           | Blake                               |
| ----- | -------------- | ----- | ------------------------ | -------------------- | ----------------------------------- | ----------------------------------- | ----------------------------------- | ----------------------------------- |
| 1     | Paxton Ingram  | 23    | Miami, Flórida           | "Dancing On My Own"  | ✔                                   | ✔                                   | —                                   | ✔                                   |
| 2     | Caity Peters   | 21    | Long Beach, Califórnia   | "Jealous"            | ✔                                   | ✔                                   | ✔                                   | ✔                                   |
| 3     | Nick Hagelin   | 28    | Atlanta, Geórgia         | "Lost Stars"         | —                                   | ✔                                   | ✔                                   | ✔                                   |
| 4     | Maddie Poppe   | 17    | Clarksville, Iowa        | "Dog Days Are Over"  | —                                   | —                                   | —                                   | —                                   |
| 5     | Mary Sarah     | 20    | Richmond, Texas          | "Where the Boys Are" | ✔                                   | ✔                                   | ✔                                   | ✔                                   |
| 6     | Mike Schiavo   | 21    | Los Angeles, Califórnia  | "Talking Body"       | ✔                                   | ✔                                   | —                                   | ✔                                   |
| 7     | Queen Sessi    | 24    | Bronx, Nova York         | "Show Me Love"       | —                                   | —                                   | —                                   | —                                   |
| 8     | Bryan Bautista | 23    | Brooklyn, Nova York      | "The Hills"          | —                                   | —                                   | ✔                                   | ✔                                   |
| 9     | Abby Celso     | 20    | Rochester, Nova York     | "Should've Been Us"  | ✔                                   | ✔                                   | —                                   | —                                   |
| 10    | John Gilman    | 23    | Bayville, Nova Jérsei    | "Don't Be Cruel"     | ✔                                   | —                                   | —                                   | —                                   |
| 11    | Alisan Porter  | 34    | Agoura Hills, Califórnia | "Blue Bayou"         | ✔                                   | ✔                                   | ✔                                   | ✔                                   |

### Episódio 2: The Blind Auditions, parte 2
| Ordem | Competidor      | Idade | Cidade Natal                    | Canção                         | Escolha dos técnicos e competidores | Escolha dos técnicos e competidores | Escolha dos técnicos e competidores | Escolha dos técnicos e competidores |
| Ordem | Competidor      | Idade | Cidade Natal                    | Canção                         | Adam                                | Pharrell                            | Christina                           | Blake                               |
| ----- | --------------- | ----- | ------------------------------- | ------------------------------ | ----------------------------------- | ----------------------------------- | ----------------------------------- | ----------------------------------- |
| 1     | Joe Vivona      | 27    | Verona, Nova Jérsei             | "Dreaming With a Broken Heart" | ✔                                   | ✔                                   | —                                   | ✔                                   |
| 2     | Shalyah Fearing | 15    | Hudson, Flórida                 | "What Is Love"                 | —                                   | —                                   | ✔                                   | —                                   |
| 3     | Adam Wakefield  | 33    | Nashville, Tennessee            | "Tennessee Whiskey"            | ✔                                   | —                                   | —                                   | ✔                                   |
| 4     | Caroline Burns  | 15    | Hollis, New Hampshire           | "So Far Away"                  | ✔                                   | —                                   | —                                   | ✔                                   |
| 5     | Natalie Clark   | 34    | Glasgow, Escócia                | "All Right Now"                | —                                   | —                                   | —                                   | —                                   |
| 6     | Emily Keener    | 16    | Wakeman, Ohio                   | "Goodbye Yellow Brick Road"    | ✔                                   | ✔                                   | ✔                                   | ✔                                   |
| 7     | Laith Al-Saadi  | 38    | Ann Arbor, Michigan             | "The Letter"                   | ✔                                   | —                                   | —                                   | ✔                                   |
| 8     | Angie Keilhauer | 24    | El Salvador / Marietta, Geórgia | "I Hold On"                    | ✔                                   | ✔                                   | —                                   | ✔                                   |
| 9     | Lacy Mandigo    | 19    | Statesville, Carolina do Norte  | "Son of a Preacher Man"        | —                                   | —                                   | ✔                                   | —                                   |
| 10    | Jonathan Bach   | 23    | Ann Arbor, Michigan             | "Born This Way"                | —                                   | ✔                                   | —                                   | —                                   |
| 11    | Katherine Ho    | 16    | Thousand Oaks, Califórnia       | "Wildest Dreams"               | ✔                                   | —                                   | —                                   | ✔                                   |
| 12    | Theron Early    | 21    | Miami, Flórida                  | "Amazed"                       | —                                   | —                                   | —                                   | —                                   |
| 13    | Kata Hay        | 28    | Nashville, Tennessee            | "Redneck Woman"                | ✔                                   | ✔                                   | ✔                                   | —                                   |

### Episódio 3: The Blind Auditions, parte 3
| Ordem | Competidor        | Idade | Cidade Natal                  | Canção                      | Escolha dos técnicos e competidores | Escolha dos técnicos e competidores | Escolha dos técnicos e competidores | Escolha dos técnicos e competidores |
| Ordem | Competidor        | Idade | Cidade Natal                  | Canção                      | Adam                                | Pharrell                            | Christina                           | Blake                               |
| ----- | ----------------- | ----- | ----------------------------- | --------------------------- | ----------------------------------- | ----------------------------------- | ----------------------------------- | ----------------------------------- |
| 1     | Hannah Huston     | 24    | Lincoln, Nebraska             | "Unaware"                   | —                                   | ✔                                   | ✔                                   | ✔                                   |
| 2     | Brian Nhira       | 23    | Zimbábue / Tulsa, Oklahoma    | "Happy"                     | —                                   | ✔                                   | —                                   | ✔                                   |
| 3     | Aijia             | 29    | Los Angeles, Califórnia       | "Say Something"             | —                                   | —                                   | —                                   | —                                   |
| 4     | Brittany Kennell  | 23    | Canadá / Nashville, Tennessee | "Strong Enough"             | —                                   | ✔                                   | —                                   | ✔                                   |
| 5     | Natalie Yacovazzi | 26    | Chicago, Illinois             | "Mr. Know It All"           | ✔                                   | —                                   | —                                   | —                                   |
| 6     | Malik Heard       | 19    | Dallas, Texas                 | "Chains"                    | —                                   | ✔                                   | ✔                                   | —                                   |
| 7     | Peyton Parker     | 20    | Kennesaw, Geórgia             | "Dreams"                    | —                                   | ✔                                   | ✔                                   | ✔                                   |
| 8     | Gina Castanzo     | 17    | West Chester, Pensilvânia     | "Cecilia and the Satellite" | —                                   | —                                   | —                                   | ✔                                   |
| 9     | Trey O'Dell       | 19    | Fayetteville, Arkansas        | "Geronimo"                  | —                                   | —                                   | —                                   | ✔                                   |
| 10    | Kristen Marie     | 20    | Oklahoma City, Oklahoma       | "Mad World"                 | —                                   | —                                   | ✔                                   | ✔                                   |
| 11    | Evan Taylor Jones | 25    | Orlando, Flórida              | "Homegrown"                 | —                                   | —                                   | —                                   | —                                   |
| 12    | Nate Butler       | 19    | Shamong, Nova Jérsei          | "The Walk"                  | ✔                                   | ✔                                   | —                                   | ✔                                   |
| 13    | Ryan Quinn        | 25    | Westmoreland, Nova York       | "Can't Find My Way Home"    | ✔                                   | ✔                                   | ✔                                   | ✔                                   |

### Episódio 4: The Blind Auditions, parte 4
| Ordem | Competidor        | Idade | Cidade Natal                  | Canção                              | Escolha dos técnicos e competidores | Escolha dos técnicos e competidores | Escolha dos técnicos e competidores | Escolha dos técnicos e competidores |
| Ordem | Competidor        | Idade | Cidade Natal                  | Canção                              | Adam                                | Pharrell                            | Christina                           | Blake                               |
| ----- | ----------------- | ----- | ----------------------------- | ----------------------------------- | ----------------------------------- | ----------------------------------- | ----------------------------------- | ----------------------------------- |
| 1     | Tamar Davis       | 35    | Houston, Texas                | "Chain of Fools"                    | —                                   | —                                   | ✔                                   | ✔                                   |
| 2     | Jessica Crosbie   | 21    | Inglaterra / Atlanta, Geórgia | "Viva la Vida"                      | ✔                                   | ✔                                   | ✔                                   | —                                   |
| 3     | Justin Whisnant   | 28    | Bearden, Oklahoma             | "Ain't Worth the Whiskey"           | ✔                                   | —                                   | —                                   | ✔                                   |
| 4     | Jackie Lipson     | 25    | South Windsor, Connecticut    | "Ex's & Oh's"                       | —                                   | —                                   | —                                   | —                                   |
| 5     | Daniel Passino    | 21    | New Boston, Michigan          | "Marvin Gaye"                       | —                                   | —                                   | ✔                                   | ✔                                   |
| 6     | Owen Danoff       | 25    | Washington, D.C.              | "Don't Think Twice, It's All Right" | ✔                                   | ✔                                   | ✔                                   | ✔                                   |
| 7     | Maya Smith        | 31    | Los Angeles, Califórnia       | "Do Right Woman, Do Right Man"      | —                                   | ✔                                   | ✔                                   | —                                   |
| 8     | Nolan Neal        | 35    | Nashville, Tennessee          | "Drive"                             | —                                   | —                                   | —                                   | —                                   |
| 9     | Brittney Lawrence | 21    | Jacksonville, Flórida         | "Warrior"                           | —                                   | —                                   | ✔                                   | ✔                                   |
| 10    | Teresa Guidry     | 21    | Rock Hill, Carolina do Sul    | "Girl Crush"                        | ✔                                   | —                                   | —                                   | ✔                                   |
| 11    | Chelsea Gann      | 27    | Nashville, Tennessee          | "Wild Angels"                       | —                                   | —                                   | ✔                                   | —                                   |
| 12    | Lily Green        | 16    | Miami, Flórida                | "Songbird"                          | ✔                                   | —                                   | —                                   | —                                   |
| 13    | Matt Tedder       | 20    | Fort Worth, Texas             | "(I'm Your) Hoochie Coochie Man"    | ✔                                   | —                                   | —                                   | —                                   |
| 14    | Joe Maye          | 23    | Baltimore, Maryland           | "I Put a Spell on You"              | —                                   | —                                   | ✔                                   | ✔                                   |

### Episódio 5: The Blind Auditions, melhores momentos
O quinto episódio da temporada recapitulou os melhores momentos dos quatro primeiros episódios das audições às cegas, exibindo a formação dos quatro times, os bastidores dos episódios anteriores, uma prévia do último episódio das audições e da fase seguinte, os Battle Rounds.

### Episódio 6: The Blind Auditions, parte 5
| Ordem | Competidor          | Idade | Cidade Natal                | Canção                      | Escolha dos técnicos e competidores | Escolha dos técnicos e competidores | Escolha dos técnicos e competidores | Escolha dos técnicos e competidores |
| Ordem | Competidor          | Idade | Cidade Natal                | Canção                      | Adam                                | Pharrell                            | Christina                           | Blake                               |
| --- | ------------------- | ----- | --------------------------- | --------------------------- | ----------------------------------- | ----------------------------------- | ----------------------------------- | ----------------------------------- |
| 1 | Jared Harder        | 22    | Joplin, Missouri            | "Merry Go' Round"           | —                                   | —                                   | —                                   | ✔                                   |
| 2 | Moushumi            | 22    | Índia / Edison, Nova Jérsei | "Wicked Game"               | ✔                                   | ✔                                   | ✔                                   | N/A                                 |
| 3 | Jake Hendershot     | 29    | Muncie, Indiana             | "Unchain My Heart"          | —                                   | —                                   | —                                   | N/A                                 |
| 4 | Jesse Hardwell      | 22    | Bozeman, Montana            | "Good Hearted Woman"        | —                                   | —                                   | —                                   | N/A                                 |
| 5 | Selina Carrera      | 19    | Culver City, Califórnia     | "Valerie"                   | —                                   | —                                   | —                                   | N/A                                 |
| 6 | Katie Basden        | 23    | Durham, Carolina do Norte   | "Midnight Rider"            | ✔                                   | ✔                                   | ✔                                   | N/A                                 |
| 7 | Jonathan Hutcherson | 16    | Wilmore, Kentucky           | "You & I"                   | N/A                                 | ✔                                   | —                                   | N/A                                 |
| 8 | Collin Taylor       | 24    | Orange, Connecticut         | "Hold On, We're Going Home" | N/A                                 | N/A                                 | —                                   | N/A                                 |
| 9 | Brianna Mazzola     | 15    | Palo Alto, Califórnia       | "1+1"                       | N/A                                 | N/A                                 | —                                   | N/A                                 |
| 10 | Chase Walker        | 17    | Riverside, Califórnia       | "She Talks to Angels"       | N/A                                 | N/A                                 | —                                   | N/A                                 |
| 11 | Ayanna Jahneé       | 20    | Nashville, Tennessee        | "Skyfall"                   | N/A                                 | N/A                                 | ✔                                   | N/A                                 |
| Designação "N/A" em "Escolha dos técnicos e competidores" significa que o time do técnico já estava completo |                     |       |                             |                             |                                     |                                     |                                     |                                     |

### Episódios 6 a 9: The Battle Rounds
A fase de batalhas (em inglês, Battle Rounds) foi transmitida em quatro episódios, tendo início na segunda metade do sexto episódio. Nessa fase, os técnicos contam com a ajuda de mentores para treinar seus times. Adam Levine convocou a cantora pop Tori Kelly. Pharrell Williams recebeu ajuda do rapper Sean Combs. Christina Aguilera chamou a cantora soul Patti LaBelle. Já Blake Shelton foi auxiliado pela vocalista da banda No Doubt, ex-técnica do The Voice e sua atual namorada, Gwen Stefani.
Graças ao steal, introduzido na terceira temporada, os competidores podem ser salvos por outros técnicos mesmo se perderem a sua batalha e, assim, seguir na competição.
Legenda:
| Episódio | Técnico            | Ordem | Vencedor         | Canção                             | Perdedor            | Resultado do 'Steal' | Resultado do 'Steal' | Resultado do 'Steal' | Resultado do 'Steal' |
| Episódio | Técnico            | Ordem | Vencedor         | Canção                             | Perdedor            | Adam                 | Pharrell             | Christina            | Blake                |
| -------- | ------------------ | ----- | ---------------- | ---------------------------------- | ------------------- | -------------------- | -------------------- | -------------------- | -------------------- |
| 6        | Adam Levine        | 1     | Ryan Quinn       | "Maybe I'm Amazed"                 | Katie Basden        | N/A                  | —                    | ✔                    | ✔                    |
| 6        | Blake Shelton      | 2     | Paxton Ingram    | "I Know What You Did Last Summer"  | Brittney Lawrence   | —                    | —                    | —                    | N/A                  |
| 6        | Christina Aguilera | 3     | Bryan Bautista   | "It's a Man's Man's Man's World"   | Malik Heard         | ✔                    | ✔                    | N/A                  | ✔                    |
|          |                    |       |                  |                                    |                     |                      |                      |                      |                      |
| 7        | Christina Aguilera | 1     | Tamar Davis      | "Lady Marmalade"                   | Shalyah Fearing     | —                    | ✔                    | N/A                  | —                    |
| 7        | Blake Shelton      | 2     | Mary Sarah       | "Louisiana Woman, Mississippi Man" | Justin Whisnant     | —                    | N/A                  | —                    | N/A                  |
| 7        | Pharrell Williams  | 3     | Nick Hagelin     | "Electric Feel"                    | Jessica Crosbie     | ✔                    | N/A                  | —                    | N/A                  |
| 7        | Christina Aguilera | 4     | Kata Hay         | "I'm the Only One"                 | Chelsea Gann        | —                    | N/A                  | N/A                  | —                    |
| 7        | Adam Levine        | 5     | Nate Butler      | "Hollow"                           | Natalie Yacovazzi   | N/A                  | N/A                  | —                    | —                    |
| 7        | Pharrell Williams  | 6     | Hannah Huston    | "Elastic Heart"                    | Maya Smith          | —                    | N/A                  | ✔                    | ✔                    |
|          |                    |       |                  |                                    |                     |                      |                      |                      |                      |
| 8        | Blake Shelton      | 1     | Adam Wakefield   | "Can't You See"                    | Jared Harder        | —                    | N/A                  | —                    | N/A                  |
| 8        | Pharrell Williams  | 2     | Emily Keener     | "Explosions"                       | Jonathan Bach       | —                    | N/A                  | —                    | —                    |
| 8        | Christina Aguilera | 3     | Daniel Passino   | "Turning Tables"                   | Kristen Marie       | —                    | N/A                  | N/A                  | —                    |
| 8        | Pharrell Williams  | 4     | Moushumi         | "Photograph"                       | Jonathan Hutcherson | —                    | N/A                  | —                    | —                    |
| 8        | Adam Levine        | 5     | Katherine Ho     | "Lovefool"                         | Lily Green          | N/A                  | N/A                  | —                    | —                    |
| 8        | Blake Shelton      | 6     | Angie Keilhauer  | "Backseat of a Greyhound Bus"      | Teresa Guidry       | —                    | N/A                  | —                    | N/A                  |
| 8        | Pharrell Williams  | 7     | Abby Celso       | "Sugar"                            | Brian Nhira         | ✔                    | N/A                  | ✔                    | —                    |
| 8        | Adam Levine        | 8     | Caroline Burns   | "Like I'm Gonna Lose You"          | Mike Schiavo        | N/A                  | N/A                  | —                    | —                    |
| 8        | Christina Aguilera | 9     | Alisan Porter    | "California Dreamin'"              | Lacy Mandigo        | N/A                  | N/A                  | N/A                  | ✔                    |
|          |                    |       |                  |                                    |                     |                      |                      |                      |                      |
| 9        | Adam Levine        | 1     | Laith Al-Saadi   | "Honky Tonk Women"                 | Matt Tedder         | N/A                  | N/A                  | —                    | N/A                  |
| 9        | Pharrell Williams  | 2     | Caity Peters     | "Honesty"                          | Joe Vivona          | N/A                  | N/A                  | —                    | N/A                  |
| 9        | Blake Shelton      | 3     | Peyton Parker    | "Borderline"                       | Gina Castanzo       | N/A                  | N/A                  | —                    | N/A                  |
| 9        | Christina Aguilera | 4     | Joe Maye         | "I Knew You Were Waiting (For Me)" | Ayanna Jahneé       | N/A                  | N/A                  | N/A                  | N/A                  |
| 9        | Adam Levine        | 5     | Owen Danoff      | "Runaway"                          | John Gilman         | N/A                  | N/A                  | —                    | N/A                  |
| 9        | Blake Shelton      | 6     | Brittany Kennell | "The Chain"                        | Trey O'Dell         | N/A                  | N/A                  | ✔                    | N/A                  |

### Episódios 10 a 12: The Knockouts
Na fase de nocautes (em inglês, Knockouts), cada técnico voltou a ter um 'steal', podendo roubar um participante de outro time para os playoffs ao vivo. A cantora Miley Cyrus participou como mentora única para os quatro times.
Legenda:
| Episódio | Técnico            | Ordem | Canção                                    | Vencedor       | Perdedor         | Canção                   | Resultado do 'Steal' | Resultado do 'Steal' | Resultado do 'Steal' | Resultado do 'Steal' |
| Episódio | Técnico            | Ordem | Canção                                    | Vencedor       | Perdedor         | Canção                   | Adam                 | Pharrell             | Christina            | Blake                |
| -------- | ------------------ | ----- | ----------------------------------------- | -------------- | ---------------- | ------------------------ | -------------------- | -------------------- | -------------------- | -------------------- |
| 10       | Blake Shelton      | 1     | "Hometown Glory"                          | Paxton Ingram  | Angie Keilhauer  | "Take Your Time"         | —                    | —                    | —                    | N/A                  |
| 10       | Adam Levine        | 2     | "She's Always a Woman"                    | Owen Danoff    | Ryan Quinn       | "Drops of Jupiter"       | N/A                  | —                    | ✔                    | —                    |
| 10       | Pharrell Williams  | 3     | "The House of the Rising Sun"             | Hannah Huston  | Malik Heard      | "Isn't She Lovely"       | —                    | N/A                  | N/A                  | —                    |
| 10       | Blake Shelton      | 4     | "Gypsy"                                   | Katie Basden   | Lacy Mandigo     | "Zombie"                 | ✔                    | ✔                    | N/A                  | N/A                  |
| 10       | Christina Aguilera | 5     | "River"                                   | Alisan Porter  | Daniel Passino   | "Ain't Too Proud to Beg" | —                    | N/A                  | N/A                  | —                    |
| 10       | Pharrell Williams  | 6     | "Big Yellow Taxi"                         | Emily Keener   | Shalyah Fearing  | "A Broken Wing"          | ✔                    | N/A                  | N/A                  | —                    |
|          |                    |       |                                           |                |                  |                          |                      |                      |                      |                      |
| 11       | Blake Shelton      | 1     | "Bring It On Home To Me"                  | Adam Wakefield | Peyton Parker    | "Travelin' Soldier"      | N/A                  | N/A                  | N/A                  | N/A                  |
| 11       | Pharrell Williams  | 2     | "New Americana"                           | Moushumi       | Nick Hagelin     | "Lost Without U"         | N/A                  | N/A                  | N/A                  | —                    |
| 11       | Christina Aguilera | 3     | "Lay Me Down"                             | Tamar Davis    | Maya Smith       | "No One"                 | N/A                  | N/A                  | N/A                  | —                    |
|          |                    |       |                                           |                |                  |                          |                      |                      |                      |                      |
| 12       | Adam Levine        | 1     | "Grenade"                                 | Brian Nhira    | Nate Butler      | "Let's Stay Together"    | N/A                  | N/A                  | N/A                  | —                    |
| 12       | Blake Shelton      | 2     | "You Ain't Woman Enough (To Take My Man)" | Mary Sarah     | Brittany Kennell | "You're Still the One"   | N/A                  | N/A                  | N/A                  | N/A                  |
| 12       | Christina Aguilera | 3     | "Sorry"                                   | Bryan Bautista | Trey O'Dell      | "I Lived"                | N/A                  | N/A                  | N/A                  | —                    |
| 12       | Pharrell Williams  | 4     | "Leave Your Lover"                        | Caity Peters   | Abby Celso       | "Rich Girl"              | N/A                  | N/A                  | N/A                  | —                    |
| 12       | Adam Levine        | 5     | "In Your Eyes"                            | Laith Al-Saadi | Jessica Crosbie  | "Wake Me Up"             | N/A                  | N/A                  | N/A                  | —                    |
| 12       | Adam Levine        | 6     | "Human"                                   | Caroline Burns | Katherine Ho     | "Realize"                | N/A                  | N/A                  | N/A                  | —                    |
| 12       | Christina Aguilera | 7     | "Why Haven't I Heard From You"            | Kata Hay       | Joe Maye         | "Earned It"              | N/A                  | N/A                  | N/A                  | ✔                    |

### Episodio 13: The Road to the Live Shows
O décimo terceiro episódio da temporada recapitulou a jornada dos 20 artistas que avançaram para os playoffs ao vivo, mostrando como eles chegaram à fase final da competição.

### Episodio 14, 15 e 16: Playoffs ao vivo
Passada a fase dos Knockouts, o programa entra em sua fase ao vivo (para os Estados Unidos). Nessa edição, cada um dos técnicos pôde trazer de volta à competição um participante de qualquer time que havia sido eliminado nas duas fases anteriores (batalhas e nocautes).
| Técnico            | Competidor      |
| ------------------ | --------------- |
| Adam Levine        | Nate Butler     |
| Pharrell Williams  | Daniel Passino  |
| Christina Aguilera | Nick Hagelin    |
| Blake Shelton      | Justin Whisnant |

Os quatro participantes que retornaram se juntaram aos seus times originais para competir diretamente por uma vaga no Top 12.  Assim, o Top 6 de cada técnico encarou o voto do público: os dois mais votados avançaram diretamente, enquanto os quatro menos votados aguardaram pela decisão do técnico, que só pôde salvar um deles. 
Legenda:
| Episódio | Ordem             | Técnico            | Competidor                           | Canção                                      | Resultado            |
| -------- | ----------------- | ------------------ | ------------------------------------ | ------------------------------------------- | -------------------- |
| 14       | 1                 | Blake Shelton      | Paxton Ingram                        | "How Deep Is Your Love"                     | Escolha de Blake     |
| 14       | 2                 | Christina Aguilera | Ryan Quinn                           | "I'm Not the Only One"                      | Eliminado            |
| 14       | 3                 | Blake Shelton      | Katie Basden                         | "Georgia Rain"                              | Eliminada            |
| 14       | 4                 | Christina Aguilera | Kata Hay                             | "(You Make Me Feel Like) A Natural Woman"   | Eliminada            |
| 14       | 5                 | Christina Aguilera | Nick Hagelin                         | "Stay"                                      | Voto do público      |
| 14       | 6                 | Blake Shelton      | Joe Maye                             | "Long Train Runnin'"                        | Eliminado            |
| 14       | 7                 | Blake Shelton      | Adam Wakefield                       | "Seven Spanish Angels"                      | Voto do público      |
| 14       | 8                 | Christina Aguilera | Tamar Davis                          | "Rise Up"                                   | Eliminada            |
| 14       | 9                 | Blake Shelton      | Mary Sarah                           | "(I Never Promised You A) Rose Garden"      | Voto do público      |
| 14       | 10                | Christina Aguilera | Bryan Bautista                       | "Pillowtalk"                                | Escolha de Christina |
| 14       | 11                | Blake Shelton      | Justin Whisnant                      | "Here's a Quarter (Call Someone Who Cares)" | Eliminado            |
| 14       | 12                | Christina Aguilera | Alisan Porter                        | "Cry Baby"                                  | Voto do público      |
|          |                   |                    |                                      |                                             |                      |
| 15       |                   |                    |                                      |                                             |                      |
| 1        | Pharrell Williams | Daniel Passino     | "When I Was Your Man"                | Voto do público                             |                      |
| 2        | Pharrell Williams | Emily Keener       | "Still Crazy After All These Years"  | Escolha de Pharrell                         |                      |
| 3        | Adam Levine       | Laith Al-Saadi     | "With a Little Help from My Friends" | Voto do público                             |                      |
| 4        | Pharrell Williams | Moushumi           | "Love Yourself"                      | Eliminada                                   |                      |
| 5        | Pharrell Williams | Lacy Mandigo       | "Love is a Battlefield"              | Eliminada                                   |                      |
| 6        | Adam Levine       | Owen Danoff        | "Hero"                               | Escolha de Adam                             |                      |
| 7        | Adam Levine       | Shalyah Fearing    | "Listen"                             | Voto do público                             |                      |
| 8        | Adam Levine       | Nate Butler        | "Sara Smile"                         | Eliminado                                   |                      |
| 9        | Pharrell Williams | Caity Peters       | "I'll Be Waiting"                    | Eliminada                                   |                      |
| 10       | Adam Levine       | Caroline Burns     | "All I Want"                         | Eliminada                                   |                      |
| 11       | Adam Levine       | Brian Nhira        | "Alive"                              | Eliminado                                   |                      |
| 12       | Pharrell Williams | Hannah Huston      | "Ain't No Way"                       | Voto do público                             |                      |

| Ordem | Artistas       | Canção                  |
| ----- | -------------- | ----------------------- |
| 16.1  | Team Pharrell  | "Don't You Worry Child" |
| 16.2  | Jordan Smith   | "Stand In the Light"    |
| 16.3  | Team Blake     | "Hey Brother"           |
| 16.4  | Team Christina | "Stars"                 |
| 16.5  | Team Adam      | "Your Song"             |

### Episódios 17 e 18: Shows ao vivo - Top 12
Os 12 finalistas da décima edição do The Voice entram nesta fase em um sistema de eliminação semanal, no qual os competidores cantam na segunda-feira e têm o resultado na terça-feira, de acordo com a transmissão norte-americana (no Brasil, os episódios inéditos são transmitidos na terça e na quarta-feira seguintes pelo canal Sony). 
Mais uma vez, houve a "salvação instantânea" (em inglês, Instant Save), na qual os usuários do Twitter salvam um dentre os dois participantes menos votados em um intervalo de cinco minutos.
| Ordem         | Técnico            | Competidor      | Canção                         | Resultado    |
| ------------- | ------------------ | --------------- | ------------------------------ | ------------ |
| 1             | Blake Shelton      | Mary Sarah      | "So Small"                     | Salva        |
| 2             | Adam Levine        | Laith Al-Saadi  | "Born Under a Bad Sign"        | Salvo        |
| 3             | Pharrell Williams  | Daniel Passino  | "Human Nature"                 | Salvo        |
| 4             | Pharrell Williams  | Emily Keener    | "Lilac Wine"                   | Bottom 2     |
| 5             | Christina Aguilera | Nick Hagelin    | "Mine Would Be You"            | Salvo        |
| 6             | Blake Shelton      | Adam Wakefield  | "Soulshine"                    | Salvo        |
| 7             | Christina Aguilera | Bryan Bautista  | "Kiss from a Rose"             | Salvo        |
| 8             | Adam Levine        | Owen Danoff     | "7 Years"                      | Bottom 2     |
| 9             | Christina Aguilera | Alisan Porter   | "Stone Cold"                   | Salva        |
| 10            | Blake Shelton      | Paxton Ingram   | "Hands to Myself"              | Salvo        |
| 11            | Pharrell Williams  | Hannah Huston   | "Something's Got a Hold on Me" | Salva        |
| 12            | Adam Levine        | Shalyah Fearing | "Up to the Mountain"           | Salva        |
| Última chance |                    |                 |                                |              |
| 1             | Pharrell Williams  | Emily Keener    | "Blue Eyes Crying in the Rain" | Eliminada    |
| 2             | Adam Levine        | Owen Danoff     | "Lego House"                   | Instant Save |

| Ordem | Artistas                                         | Canção                   |
| ----- | ------------------------------------------------ | ------------------------ |
| 18.1  | Gwen Stefani                                     | "Misery"                 |
| 18.2  | Blake Shelton e sua equipe (Adam, Mary e Paxton) | "I Love a Rainy Night"   |
| 18.3  | Adam Levine e sua equipe (Laith, Owen e Shalyah) | "If You Want Me to Stay" |

### Episódios 19 e 20: Shows ao vivo - Top 11
| Ordem         | Técnico            | Competidor      | Canção                      | Resultado    |
| ------------- | ------------------ | --------------- | --------------------------- | ------------ |
| 1             | Adam Levine        | Shalyah Fearing | "The Climb"                 | Salva        |
| 2             | Pharrell Williams  | Daniel Passino  | "Time After Time"           | Bottom 2     |
| 3             | Blake Shelton      | Paxton Ingram   | "Break Every Chain"         | Salvo        |
| 4             | Adam Levine        | Owen Danoff     | "Fire and Rain"             | Bottom 2     |
| 5             | Blake Shelton      | Mary Sarah      | "Johnny and June"           | Salva        |
| 6             | Christina Aguilera | Alisan Porter   | "Stay With Me Baby"         | Salva        |
| 7             | Christina Aguilera | Bryan Bautista  | "Just the Way You Are"      | Salvo        |
| 8             | Blake Shelton      | Adam Wakefield  | "Lights"                    | Salvo        |
| 9             | Christina Aguilera | Nick Hagelin    | "Your Body Is a Wonderland" | Salvo        |
| 10            | Pharrell Williams  | Hannah Huston   | "I Can't Make You Love Me"  | Salva        |
| 11            | Adam Levine        | Laith Al-Saadi  | "Make It Rain"              | Salvo        |
| Última chance |                    |                 |                             |              |
| 1             | Pharrell Williams  | Daniel Passino  | "Jealous"                   | Instant Save |
| 2             | Adam Levine        | Owen Danoff     | "Burning House"             | Eliminado    |

| Ordem | Artistas                                               | Canção             |
| ----- | ------------------------------------------------------ | ------------------ |
| 20.1  | Thomas Rhett                                           | "T-Shirt"          |
| 20.2  | Pharrell Williams e sua equipe (Daniel e Hannah)       | "Let Love Rule"    |
| 20.3  | Christina Aguilera e sua equipe (Alisan, Bryan e Nick) | "Live and Let Die" |

### Episódios 21 e 22: Shows ao vivo - Top 10
| Ordem         | Técnico            | Competidor      | Canção                           | Resultado    |
| ------------- | ------------------ | --------------- | -------------------------------- | ------------ |
| 1             | Pharrell Williams  | Daniel Passino  | "I Don't Want to Miss a Thing"   | Bottom 2     |
| 2             | Adam Levine        | Shalyah Fearing | "My Kind of Love"                | Salva        |
| 3             | Christina Aguilera | Nick Hagelin    | "I Can't Help It"                | Bottom 2     |
| 4             | Pharrell Williams  | Hannah Huston   | "Rolling in the Deep"            | Salva        |
| 5             | Adam Levine        | Laith Al-Saadi  | "The Thrill Is Gone"             | Salvo        |
| 6             | Blake Shelton      | Paxton Ingram   | "It's All Coming Back to Me Now" | Salvo        |
| 7             | Blake Shelton      | Mary Sarah      | "Stand By Your Man"              | Salva        |
| 8             | Christina Aguilera | Bryan Bautista  | "Promise"                        | Salvo        |
| 9             | Christina Aguilera | Alisan Porter   | "Let Him Fly"                    | Salva        |
| 10            | Blake Shelton      | Adam Wakefield  | "I Got a Woman"                  | Salvo        |
| Última chance |                    |                 |                                  |              |
| 1             | Christina Aguilera | Nick Hagelin    | "Thinking Out Loud"              | Instant Save |
| 2             | Pharrell Williams  | Daniel Passino  | "Uptown Funk"                    | Eliminado    |

| Ordem | Artistas          | Canção                             |
| ----- | ----------------- | ---------------------------------- |
| 21.1  | Top 10            | "Home"                             |
| 22.1  | DNCE              | "Toothbrush" / "Cake by the Ocean" |
| 22.2  | Sawyer Fredericks | "4 Pockets"                        |

### Episódios 23 e 24: Shows ao vivo - Top 9
| Ordem         | Técnico            | Competidor      | Canção                                       | Resultado    |
| ------------- | ------------------ | --------------- | -------------------------------------------- | ------------ |
| 1             | Blake Shelton      | Paxton Ingram   | "I Wanna Dance with Somebody (Who Loves Me)" | Bottom 2     |
| 2             | Blake Shelton      | Mary Sarah      | "My Church"                                  | Salva        |
| 3             | Christina Aguilera | Nick Hagelin    | "Hold On, We're Going Home"                  | Bottom 2     |
| 4             | Pharrell Williams  | Hannah Huston   | "Say You Love Me"                            | Salva        |
| 5             | Adam Levine        | Shalyah Fearing | "A Change Is Gonna Come"                     | Salva        |
| 6             | Adam Levine        | Laith Al-Saadi  | "We've Got Tonight"                          | Salvo        |
| 7             | Blake Shelton      | Adam Wakefield  | "Love Has No Pride"                          | Salvo        |
| 8             | Christina Aguilera | Alisan Porter   | "Cryin'"                                     | Salva        |
| 9             | Christina Aguilera | Bryan Bautista  | "1+1"                                        | Salvo        |
| Última chance |                    |                 |                                              |              |
| 1             | Blake Shelton      | Paxton Ingram   | "How Will I Know"                            | Instant Save |
| 2             | Christina Aguilera | Nick Hagelin    | "Change the World"                           | Eliminado    |

| Ordem | Artistas                        | Canção                        |
| ----- | ------------------------------- | ----------------------------- |
| 23.1  | Florida Georgia Line            | "H.O.L.Y."                    |
| 23.2  | Blake Shelton & Gwen Stefani    | "Go Ahead and Break My Heart" |
| 23.3  | Jordan Smith                    | "I Lived"                     |
| 24.1  | James Bay                       | "Let It Go"                   |
| 24.2  | The Lonely Island & Adam Levine | "I'm So Humble"               |

### Episódios 25 e 26: Semifinal ao vivo - Top 8
Os 8 participantes restantes se apresentaram na segunda-feira e os resultados foram transmitidos na terça-feira. Os 2 participantes menos votados foram automaticamente eliminados e os 3 participantes mais votados avançaram diretamente para a final. Os 3 restantes competiram pelo Instant Save, no qual os usuários do Twitter puderam salvar apenas um em um intervalo de cinco minutos.
| Ordem         | Técnico            | Competidor      | Canção                                           | Resultado    |
| ------------- | ------------------ | --------------- | ------------------------------------------------ | ------------ |
| 1             | Adam Levine        | Shalyah Fearing | "And I Am Telling You I'm Not Going              | Eliminada    |
| 2             | Blake Shelton      | Paxton Ingram   | "I'd Do Anything For Love (But I Won't Do That)" | Eliminado    |
| 3             | Adam Levine        | Laith Al-Saadi  | "One and Only"                                   | Middle 3     |
| 4             | Christina Aguilera | Alisan Porter   | "Desperado"                                      | Salva        |
| 5             | Blake Shelton      | Adam Wakefield  | "I'm Sorry"                                      | Salvo        |
| 6             | Christina Aguilera | Bryan Bautista  | "Hurt"                                           | Middle 3     |
| 7             | Blake Shelton      | Mary Sarah      | "I Told You So"                                  | Middle 3     |
| 8             | Pharrell Williams  | Hannah Huston   | "When a Man Loves a Woman"                       | Salva        |
| Última chance |                    |                 |                                                  |              |
| 1             | Blake Shelton      | Mary Sarah      | "Something in the Water"                         | Eliminada    |
| 2             | Christina Aguilera | Bryan Bautista  | "Adorn"                                          | Eliminado    |
| 3             | Adam Levine        | Laith Al-Saadi  | "All Along the Watchtower"                       | Instant Save |

| Ordem | Artistas                        | Canção                  |
| ----- | ------------------------------- | ----------------------- |
| 25.1  | Adam Wakefield & Alisan Porter  | "Angel from Montgomery" |
| 25.2  | Bryan Bautista & Mary Sarah     | "Break Free"            |
| 23.3  | Hannah Huston & Laith Al-Saadi  | "Knock on Wood"         |
| 25.4  | Paxton Ingram & Shalyah Fearing | "Masterpiece"           |
| 26.1  | Alicia Keys                     | "In Common"             |
| 26.2  | OneRepublic                     | "Wherever I Go"         |

### Episódios 27 e 28: Final ao vivo - Top 4
| Técnico            | Competidor     | Ordem | Canção Original            | Ordem | Canção do Dueto                                                   | Ordem | Canção Solo             | Resultado |
| ------------------ | -------------- | ----- | -------------------------- | ----- | ----------------------------------------------------------------- | ----- | ----------------------- | --------- |
| Adam Levine        | Laith Al-Saadi | 9     | "Morning Light"            | 5     | "Golden Slumbers"/"Carry That Weight"/"The End" (com Adam Levine) | 1     | "White Room"            | 4º lugar  |
| Christina Aguilera | Alisan Porter  | 2     | "Down That Road"           | 6     | "You've Got a Friend" (com Christina Aguilera)                    | 12    | "Somewhere"             | Vencedora |
| Blake Shelton      | Adam Wakefield | 7     | "Lonesome Broken and Blue" | 3     | "The Conversation" (com Blake Shelton)                            | 10    | "When I Call Your Name" | 2º lugar  |
| Pharrell Williams  | Hannah Huston  | 11    | "I Call the Shots"         | 8     | "Brand New (com Pharrell Williams)                                | 4     | "Every Breath You Take" | 3º lugar  |

| Ordem | Artistas                                                        | Canção                       |
| ----- | --------------------------------------------------------------- | ---------------------------- |
| 28.1  | Little Big Town                                                 | "One of Those Days"          |
| 28.2  | CeeLo Green & Hannah Huston                                     | "Crazy"                      |
| 28.3  | Alisan Porter (com Kata Hay, Paxton Ingram e Ryan Quinn)        | "Straight On"                |
| 28.4  | Joe Walsh & Laith Al-Saadi                                      | "Rocky Mountain Way"         |
| 28.5  | Sia                                                             | "Cheap Thrills"              |
| 28.6  | Alison Krauss & Adam Wakefield                                  | "Willin'"                    |
| 28.7  | Hannah Huston (com Brian Nhira, Bryan Bautista e Caity Peters)  | "When We Were Young"         |
| 28.8  | Zayn                                                            | "Like I Would'"              |
| 28.9  | Blake Shelton                                                   | "She's Got a Way with Words" |
| 28.10 | Laith Al-Saadi (com Katie Basden e Shalyah Fearing)             | "Georgia On My Mind"         |
| 28.11 | Jennifer Nettles & Alisan Porter                                | "Unlove You"                 |
| 28.12 | Adam Wakefield (com Justin Whisnant, Mary Sarah e Nick Hagelin) | "Gimme Some Lovin'"          |
| 28.13 | Ariana Grande & Christina Aguilera                              | "Into You"/"Dangerous Woman" |

## Times
Legenda
     Vencedor(a)
     Vice
     Terceiro colocado
     Quarto colocado
     Eliminado(a) nas apresentações ao vivo
     Eliminado(a) nos playoffs ao vivo
     Artista pego por outro técnico nos Knockouts (nome riscado)
     Eliminado(a) nos Knockouts
     Artista pego por outro técnico na Battle Rounds (nome riscado)
     Eliminado(a) na Battle Rounds
| Técnicos | Artistas          | Artistas        | Artistas         | Artistas            | Artistas |
| --- | ----------------- | --------------- | ---------------- | ------------------- | -------- |
| Adam Levine |                   |                 |                  |                     |          |
| Laith Al-Saadi | Shalyah Fearing   | Owen Danoff     | Brian Nhira      | Caroline Burns      |          |
| Nate Butler | Ryan Quinn        | Jessica Crosbie | Katherine Ho     | Katie Basden        |          |
| John Gilman | Lily Green        | Matt Tedder     | Mike Schiavo     | Natalie Yacovazzi   |          |
| Pharrell Williams |                   |                 |                  |                     |          |
| Hannah Huston | Daniel Passino    | Emily Keener    | Caity Peters     | Lacy Mandigo        |          |
| Moushumi | Shalyah Fearing   | Abby Celso      | Malik Heard      | Brian Nhira         |          |
| Jessica Crosbie | Maya Smith        | Joe Vivona      | Jonathan Bach    | Jonathan Hutcherson |          |
| Christina Aguilera |                   |                 |                  |                     |          |
| Alisan Porter | Bryan Bautista    | Nick Hagelin    | Kata Hay         | Ryan Quinn          |          |
| Tamar Davis | Joe Maye          | Maya Smith      | Trey O'Dell      | Lacy Mandigo        |          |
| Malik Heard | Shalyah Fearing   | Ayanna Jahneé   | Chelsea Gann     | Kristen Marie       |          |
| Blake Shelton |                   |                 |                  |                     |          |
| Adam Wakefield | Mary Sarah        | Paxton Ingram   | Joe Maye         | Justin Whisnant     |          |
| Katie Basden | Lacy Mandigo      | Angie Keilhauer | Brittany Kennell | Peyton Parker       |          |
| Trey O'Dell | Brittney Lawrence | Gina Castanzo   | Jared Harder     | Teresa Guidry       |          |
| Participantes em itálico iniciaram a disputa em um time, mas foram pegos por outro técnico na fase das batalhas, na fase dos knockouts ou graças ao coach comeback. Participantes sublinhados foram eliminados, mas escolhidos pelos técnicos para voltar à competição nos Playoffs ao vivo. |                   |                 |                  |                     |          |